# Mickey van der Hart
Mickey van der Hart, né le 13 juin 1994 à Amstelveen, est un footballeur néerlandais. Il évolue au PEC Zwolle au poste de gardien de but.

## Biographie

### En équipe nationale
Avec les moins de 19 ans, il participe au championnat d'Europe des moins de 19 ans en 2013. Lors de cette compétition, il joue trois matchs. Il officie comme capitaine contre le Portugal et l'Espagne.